# 布夸朗和诺济耶尔
布夸朗和诺济耶尔（法語：Boucoiran-et-Nozières，法語發音：[bukwaʁɑ̃ e nɔzjɛʁ]）是法国加尔省的一个市镇，位于该省中北部，属于阿莱斯区。

## 地理
布夸朗和诺济耶尔（43°59'43"N, 4°11'8"E）面积14.52 平方千米，位于法国奧克西塔尼大區加尔省，该省份为法国南部沿海省份，南端濒地中海，北起顺时针与阿尔代什省、沃克吕兹省、罗讷河口省、埃罗省、阿韦龙省和洛泽尔省接壤。
与布夸朗和诺济耶尔接壤的市镇（或旧市镇、城区）包括：布里尼翁、克吕维耶-拉斯库尔、多梅萨尔格、马吕埃若尔莱加尔东、内尔、圣贝内泽、索泽。

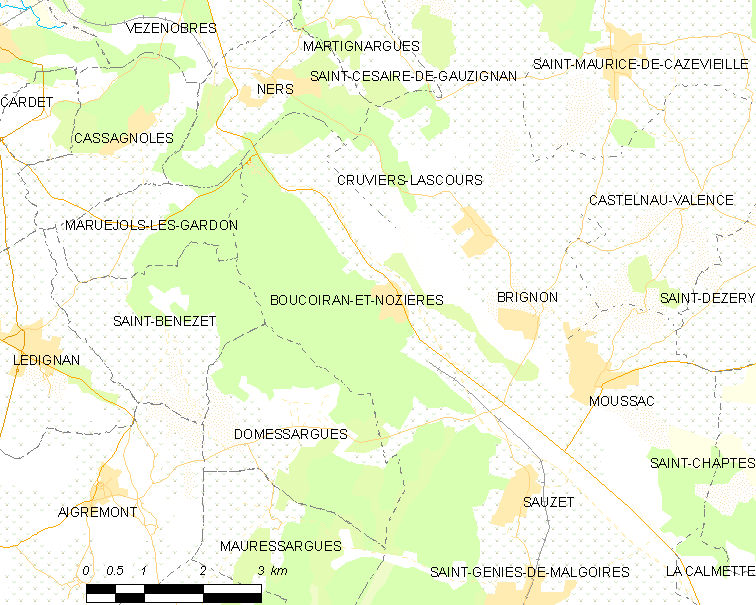
布夸朗和诺济耶尔的OSM定位图

布夸朗和诺济耶尔的时区为UTC+01:00、UTC+02:00（夏令时）。

## 行政
布夸朗和诺济耶尔的邮政编码为30190，INSEE市镇编码为30046。

## 政治
布夸朗和诺济耶尔所属的省级选区为基萨克县。

## 人口

1962-2008年间布夸朗和诺济耶尔人口变化图示

布夸朗和诺济耶尔于2022年1月1日时的人口数量为995人。